# Art ritual
L'art ritual és un moviment artístic que pren els rituals com a base de l'obra d'art; busca una visió moderna i conceptual de l'art que integri els principis dels rituals i del saber antic.
Alguns artistes -com Joseph Beuys, Carolee Schneemann, Erica Scourti o General Idea- han creat rituals o se n'han apropiat en les seves obres.
També hi ha artistes que consideren que l'art d'acció o performance té una qualitat ritual, al crear i utilitzar les seves pròpies mitologies personals per explorar llur identitat i la societat.